# Huerfano County
Das Huerfano County (von spanisch huérfano ‚Waise‘) ist ein County im südlichen Teil des US-Bundesstaates Colorado. Der Verwaltungssitz (County Seat) ist Walsenburg.

## Geschichte
Huerfano County gehört zu den 17 ursprünglichen Verwaltungseinheiten, die 1861 auf dem neuen Territorium von Colorado entstanden. 1866 wurde ein großer Teil des Countys zum Las Animas County ausgegliedert.
Zeitweilig (1870) wurde ein weiterer Teil ausgegliedert und mit den Reservaten der Cheyenne und der Arapaho zum Greenwood County. Bereits 1874 wurde das County wieder entgliedert und den damaligen Countys Bent sowie Douglas zugeschlagen.
Das County ist nach dem Huerfano River (Fluss der Waisen) benannt.

## Geographie
Im County liegt die am 1. Januar 2000 geschaffene Spanish Peaks Wilderness ein 72,3 Quadratkilometer großes Areal, das sich südlich von Walsenburg befindet.
Die beiden Spanish Peaks (der West Spanish Peak, 4.153 Meter, und der East Spanish Peak, 3.866 Meter) erheben sich über die trockene Ebene.
In der Wilderness Area, einem Gebiet unter Verwaltung der US-Regierung, ist der Einsatz von motorisierten Maschinen weitgehend verboten, allein minimalinvasive Tätigkeiten sind zugelassen. Der Jagd- und Angeltourismus ist allerdings durchaus möglich.
Das County wird im Uhrzeigersinn von den Countys Pueblo im Nordosten, Las Animas im Osten und Süden, Costilla im Südwesten, Alamosa im Westen, Saguache im Nordwesten und Custer im Norden umschlossen.

## Demografische Daten

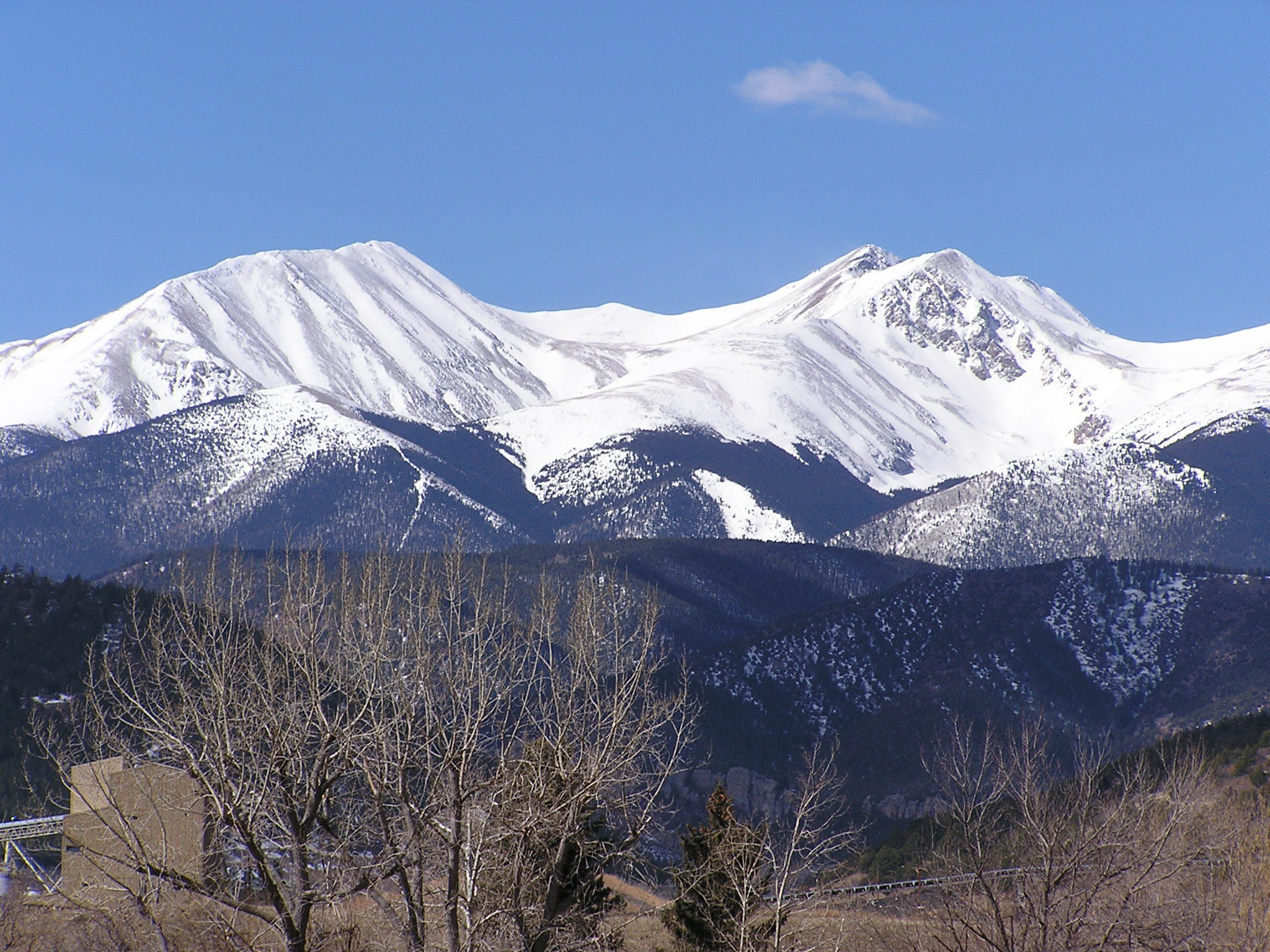
Der Culebra Peak

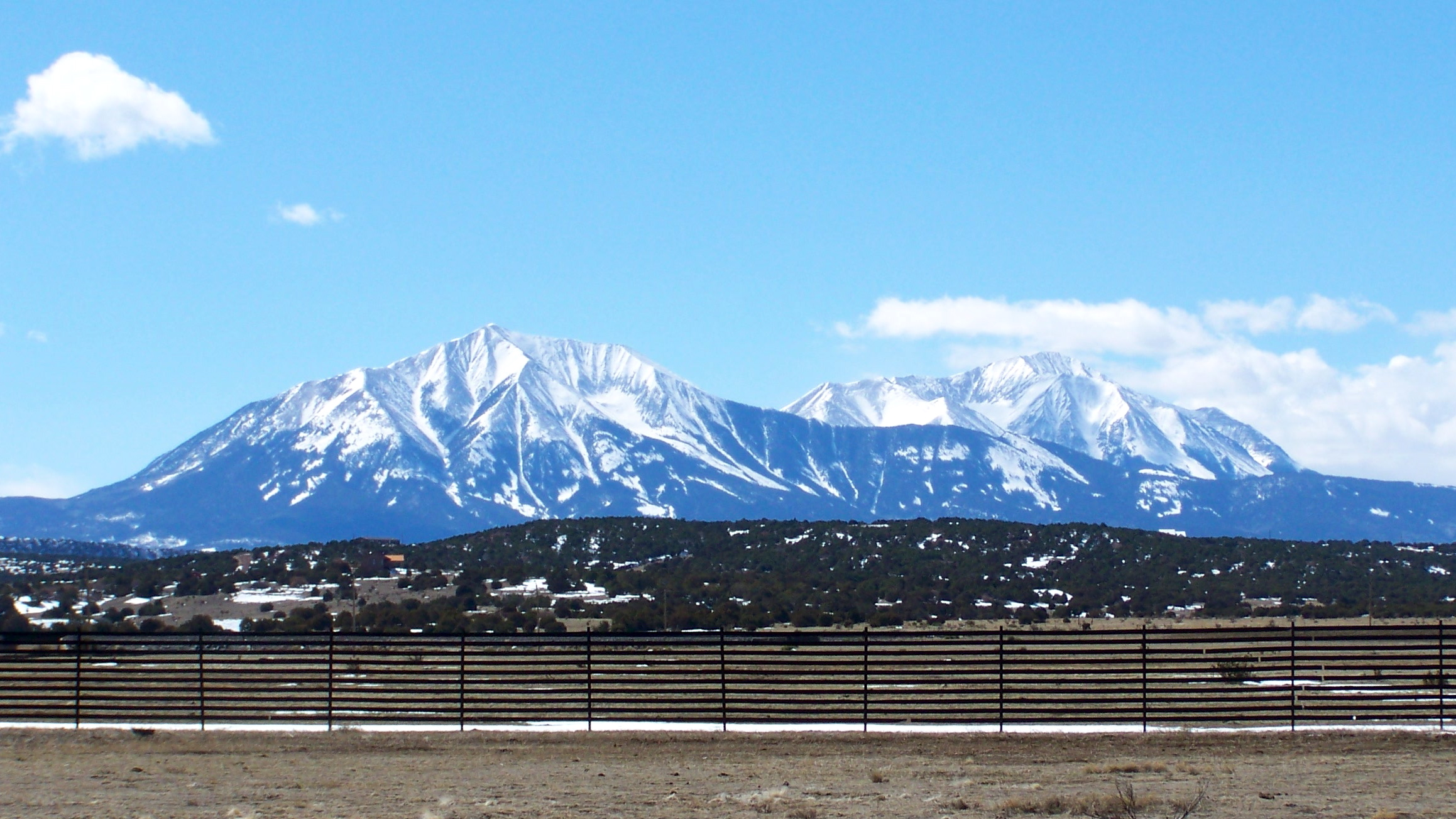
Die Spanish Peaks

Nach der Volkszählung im Jahr 2000 lebten im County 7862 Menschen. Es gab 3082 Haushalte und 1920 Familien. Die Bevölkerungsdichte betrug 2 Einwohner pro Quadratkilometer. Ethnisch betrachtet setzte sich die Bevölkerung zusammen aus 80,96 Prozent Weißen, 2,75 Prozent Afroamerikanern, 2,70 Prozent amerikanischen Ureinwohnern, 0,39 Prozent Asiaten, 0,08 Prozent Bewohnern aus dem pazifischen Inselraum und 9,41 Prozent aus anderen ethnischen Gruppen; 3,71 Prozent stammten von zwei oder mehr Ethnien ab. 35,14 Prozent der Gesamtbevölkerung waren spanischer oder lateinamerikanischer Abstammung.
Von den 3082 Haushalten hatten 25,0 Prozent Kinder und Jugendliche unter 18 Jahre, die bei ihnen lebten. 48,4 Prozent waren verheiratete, zusammenlebende Paare, 10,4 Prozent waren allein erziehende Mütter. 37,7 Prozent waren keine Familien. 32,8 Prozent waren Singlehaushalte und in 14,1 Prozent lebten Menschen im Alter von 65 Jahren oder darüber. Die Durchschnittshaushaltsgröße betrug 2,25 und die durchschnittliche Familiengröße lag bei 2,85 Personen.
Auf das gesamte County bezogen setzte sich die Bevölkerung zusammen aus 20,9 Prozent Einwohnern unter 18 Jahren, 7,3 Prozent zwischen 18 und 24 Jahren, 27,4 Prozent zwischen 25 und 44 Jahren, 27,4 Prozent zwischen 45 und 64 Jahren und 17,0 Prozent waren 65 Jahre alt oder darüber. Das Durchschnittsalter betrug 42 Jahre. Auf 100 weibliche Personen kamen 118,8 männliche Personen, auf 100 Frauen im Alter ab 18 Jahren kamen statistisch 122,8 Männer.
Das jährliche Durchschnittseinkommen eines Haushalts betrug 25.775 USD, das Durchschnittseinkommen der Familien betrug 32.664 USD. Männer hatten ein Durchschnittseinkommen von 24.209 USD, Frauen 21.048 USD. Das Prokopfeinkommen betrug 15.242 USD. 18,0 Prozent der Bevölkerung und 14,1 Prozent der Familien lebten unterhalb der Armutsgrenze. Darunter waren 23,7 Prozent der Bevölkerung unter 18 Jahren und 11,9 Prozent der Einwohner ab 65 Jahren.

## Sehenswürdigkeiten
Acht Bauwerke und Stätten im Huerfano County sind im National Register of Historic Places („Nationales Verzeichnis historischer Orte“; NRHP) eingetragen (Stand 7. September 2022), darunter das Gerichts- und Verwaltungsgebäude des County, ein ehemaliger Bahnhof und ein Fort.

## Orte im Huerfano County
- Alamo
- Apache City
- Badito
- Bradford
- Chama
- Codo
- Cuchara
- Cuchara Junction
- Delcarbon
- Farisita
- Gardner
- La Veta
- La Veta Pass
- Lascar
- Malachite
- Monson
- Muleshoe
- Occidental
- Pictou
- Pryor
- Red Wing
- Rouse
- Strong
- Tioga
- Walsenburg